# Monte (Toques)
Monte (llamada oficialmente San Xiao do Monte) es una parroquia española del municipio de Toques, en la provincia de La Coruña, Galicia.

## Otras denominaciones
La parroquia también se denomina San Julián de Monte o San Xulián de Monte.

## Entidades de población
Entidades de población que forman parte de la parroquia:
- San Julián (San Xiao)

## Demografía
| Gráfica de evolución demográfica de Monte entre 2000 y 2019 |
|                                                             |
| Datos según el nomenclátor publicado por el INE.            |